# Монтечерезино (Павија)
Монтечерезино је насеље у Италији у округу Павија, региону Ломбардија.
Према процени из 2011. у насељу је живело 70 становника. Насеље се налази на надморској висини од 133 м.